# Bill Slater
William John "Bill" Slater OBE (Clitheroe, 29 de abril de 1927 – 18 de dezembro de 2018) foi um futebolista inglês que atuava como defensor e jogou a maior parte da sua carreira no Wolverhampton Wanderers, com quem ganhou três campeonatos e uma FA Cup.

## Carreira
Slater começou sua carreira como amador com 16 anos no Blackpool em 1944. Slater fez sua estréia no Blackpool em 10 de setembro de 1949, em um empate sem gols contra o Aston Villa, ele jogou a final da FA Cup em 1951, na qual Blackpool perdeu para o Newcastle United, tornando-se o último amador a disputar uma final da FA Cup em Wembley. Outro recorde que ele detém é de gol mais rápido da história do Blackpool: 11 segundos em um jogo contra o Stoke City em 10 de dezembro de 1949. 
Em dezembro de 1951, ele foi para o Brentford, onde fez 8 jogos. Em agosto de 1952, ele se transferiu para o Wolverhampton Wanderers. Ele permaneceu no Molineux até 1963, totalizando 339 jogos e marcando 25 gols. Ganhou três campeonatos da Primeira Divisão (1953-54, 1957-58, 1958-59), além de ser vice-campeão por duas vezes (1954-1955, 1959-1960). Ele também ganhou uma FA Cup (1960, contra o Blackburn Rovers). Ele fez 12 jogos pela Seleção Inglesa (incluindo quatro jogos na Copa do Mundo de 1958[carece de fontes?]).
Slater também representou a Grã-Bretanha nos Jogos Olímpicos de Verão de 1952.
Em 1982, Slater foi nomeado um OBE por seus serviços prestados no esporte.

## Títulos
Wolverhampton Wanderers
- Primeira Divisão: 1953–54, 1957–58 e 1958–59
- FA Cup: 1959–60

Outros
- Hall da Fama do Wolverhampton Wanderers
- Ordem do Império Britânico: 1982
- Futebolista Inglês do Ano pela FWA: 1960

## Ligações Externas
- Perfil em FIFA.com (em inglês)